# Sainte-Gemme (Charente-Maritime)
Sainte-Gemme é uma comuna francesa na região administrativa da Nova Aquitânia, no departamento de Charente-Maritime. Estende-se por uma área de 40,91 km². Em 2010 a comuna tinha 1 339 habitantes (densidade: 32,7 hab./km²).